# Magdalena Brzeska
Magdalena Brzeska (ur. 14 maja 1978 w Gdyni) – niemiecka gimnastyczka artystyczna polskiego pochodzenia, olimpijka z Atlanty.

## Osiągnięcia
- 26-krotna mistrzyni Niemiec w gimnastyce artystycznej
- 1992
  - 14 miejsce w mistrzostwach Europy w gimnastyce artystycznej w 4-boju indywidualnym
- 1993
  - 12 miejsce w mistrzostwach świata w gimnastyce artystycznej w 4-boju indywidualnym
- 1994
  - 14 miejsce w mistrzostwach Europy w gimnastyce artystycznej w 4-boju indywidualnym
  - 10 miejsce w mistrzostwach świata w gimnastyce artystycznej w 4-boju indywidualnym
- 1995
  - 8 miejsce w mistrzostwach świata w gimnastyce artystycznej w 4-boju indywidualnym
- 1996
  - 10 miejsce na igrzyskach olimpijskich w gimnastyce artystycznej w 4-boju indywidualnym
- 1997
  - 10 miejsce w mistrzostwach świata w gimnastyce artystycznej w 4-boju indywidualnym

## Życie prywatne
W 2001 roku wyszła za mąż za niemieckiego piłkarza polskiego pochodzenia Petera Peschela, z którym ma dwie córki. W 2002 roku małżeństwo rozwiodło się. W 2012 roku zwyciężyła w piątej edycji niemieckiego programu Let’s Dance. W 2011 roku znalazła się we wrześniowym wydaniu niemieckiego Playboya. W 2012 roku wystąpiła w jednym z odcinków serialu Ojciec Mateusz, natomiast w 2016 roku w dwóch odcinkach niemieckiego serialu To, co najważniejsze.